# Argiope submaronica
Argiope submaronica es una especie de araña araneomorfa género Argiope, familia Araneidae. Fue descrita científicamente por Strand en 1916.
Habita desde México hasta Bolivia y Brasil. Se observó capturar y alimentarse de Rhynchonycteris naso en Costa Rica, cubriendo totalmente al murciélago con seda durante el transcurso de un día.
A través de un estudio observacional realizado en la Estación Biológica La Selva, vieron que los murciélagos suelen quedar atrapados en la telaraña y luego envueltos completamente por la seda de la araña. Posteriormente, se observó que la araña estaba cerca o sobre el murciélago a medida que pasaba el día y la manipulación de sus partes significaba una alimentación activa.
A veces hace girar un disco de seda, a veces un patrón cruzado y, a veces, combina ambos tipos. Se cree que estas estructuras brindan cinco propósitos: protección contra depredadores, difusión a los vertebrados para evitar daños en la red, atracción de presas, estabilidad de la red y una fuente de sombra. Diferentes diseños tienen diferentes propósitos o funciones.